# Microlicia torrendii
Microlicia torrendii är en tvåhjärtbladig växtart som beskrevs av Alexander Curt Brade. Microlicia torrendii ingår i släktet Microlicia och familjen Melastomataceae. Inga underarter finns listade i Catalogue of Life.